# Čchongdžin
Čchongdžin (korejsky 청진시, Čchŏngdžin-si) je třetí největší severokorejské město. Žije zde přibližně 627 tisíc obyvatel.
Jako přístav je průmyslovým, dopravním a kulturním centrem s univerzitami, divadly. Sídlí zde konzuláty Ruska a Číny.

## Poloha
Město se rozkládá na východním pobřeží Severní Koreje u Japonského moře, v nadmořské výšce 42 metrů.

### Externí odkazy

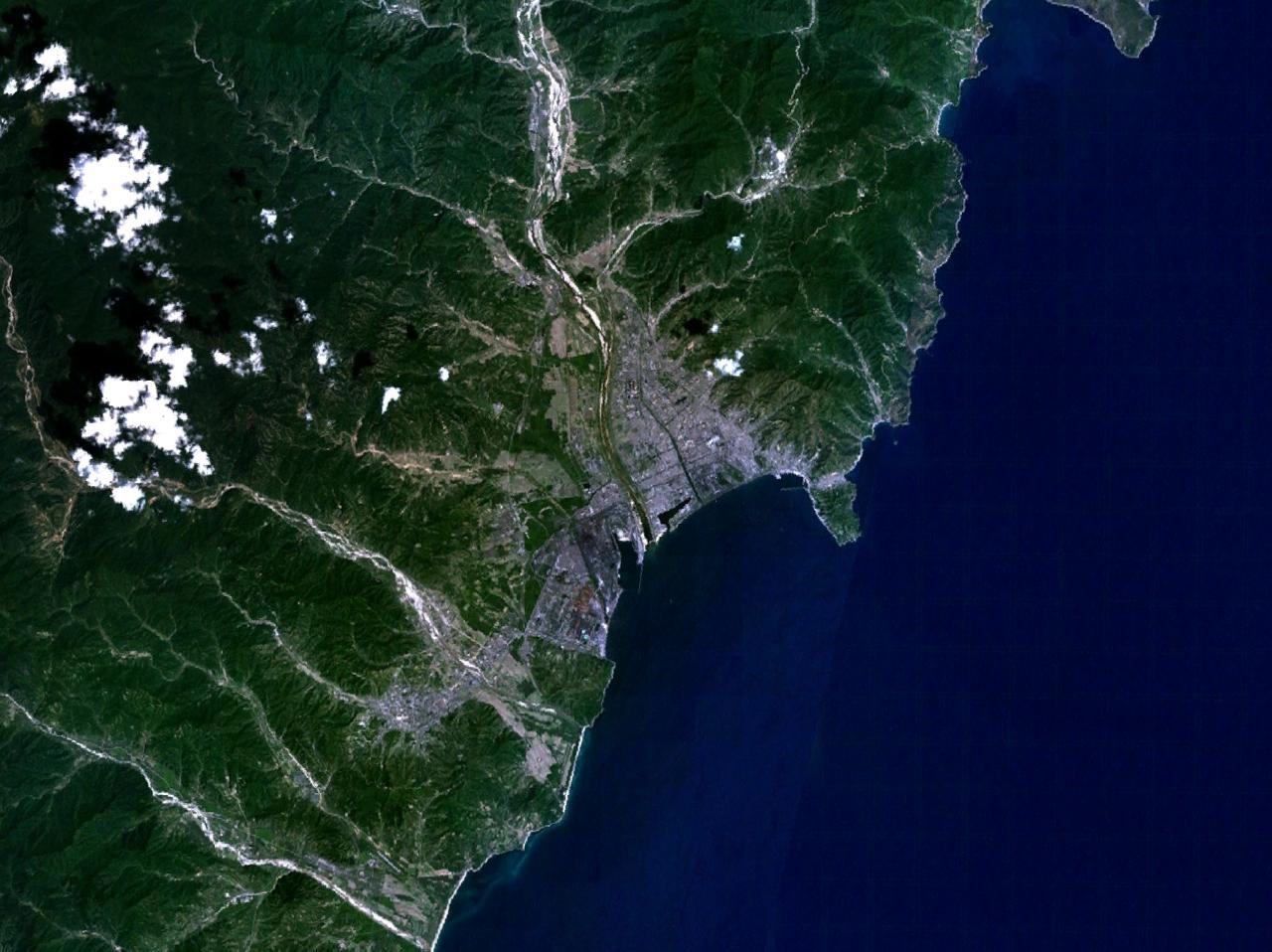
Snímek města (NASA World Wind)

## Partnerská města
- Čchang-čchun, Čína[1]
- Ťi-lin, Čína[2]